# ويليام بيركلي لويس
ويليام بيركلي لويس (بالإنجليزية: William Berkeley Lewis)‏ هو سياسي أمريكي، ولد في 1784، وتوفي في 12 نوفمبر 1866.